# المرأة الحديدية (فلم)
المرأة الحديدية، فيلم جريمة دراما مصري تم انتاجه سنة 1987،الفيلم من إخراج عبد اللطيف زكي ومن إنتاج شركة الدولية للإنتاج الفني .
قصة الفيلم مستوحاة من الفيلم الفرنسي العروس في ملابس الحداد، لفرانسوا تروفو، المُنتج عام 1968.

## طاقم العمل
- نجلاء فتحي في دور ماجدة زوجة حسن، تسعى ماجدة للأنتقام لمقتل زوجها.
- فاروق الفيشاوي في دور حسن.
- صلاح قابيل في دور شكري.
- يوسف شعبان في دور مدحت.
- وحيد سيف في دور بيومي.
- حمزة الشيمي في دور كمال عبد الدايم

## قصة الفيلم
تتزوَّج ماجدة من حبيبها حسن، إلا أنه في أول يوم من شهر العسل يقتحم عليهما المنزل مجموعة من الرجال، ويقومون بقتل زوجها أمامها. وبعد أن تفيق من الصدمة، تبدأ في البحث في أوراق زوجها، وتتعرَّف على صورة أحد القتلة من خلال صوته، وتبدأ في الانتقام.

## وصلات خارجية
- مقالات تستعمل روابط فنية بلا صلة مع ويكي بيانات